# The Million Dollar Hotel
The Million Dollar Hotel: Music from the Motion Picture — саундтрек к фильму 2000 года Отель «Миллион долларов». Альбом был выпущен одновременно с фильмом в марте 2000 года, с Боно в качестве его исполнительного продюсера, с новой музыкой от U2 и других артистов.

## Об альбоме

### Композиции
The Ground Beneath Her Feet, текст был написан Салманом Рушди на основе его книги под тем же названием. Версия из саундтрека — это другой вариант песни, использованной в фильме, которая не была выпущена на коммерческой основе. Наряду со Stateless, The Ground Beneath Her Feet была записана для альбома U2 All That You Can't Leave Behind, однако вместо этого была выпущена на саундтреке. The Ground Beneath Her Feet позднее была выпущена как бонус-трек в австралийском, британском и японском издании альбома All That You Can’t Leave Behind. Stateless позднее появилась в альбоме Unreleased & Rare интернет-релиза U2 The Complete U2. The First Time первоначально вышла в альбоме U2 1993 года Zooropa. Версия на саундтреке идентична альбомной.
Amsterdam Blue (Cortège) Джона Хасселла, была первоначально записана как трибьют Чету Бейкеру и представлена Боно и режиссёру Виму Вендерсу, которые сделали песню важной частью саундтрека.
Anarchy in the USA, является испаноязычной версией песни Sex Pistols «Anarchy in the U.K.» 1976 года.
Фильм также включает трек Хэла Уиллнера Nyack Oud Dance, который отсутствует в саундтреке.

## Отзывы
Стивен Томас Эрлевайн из Allmusic дал альбому три звезды из пяти, отметив, что «легко заблудиться в тихом тёмном омуте музыки», но «как только саундтрек теряет импульс, он никогда не возвращается к своему движению вперёд». Entertainment Weekly дал C, утверждая, что материал не U2 «либо замечательный, но скучный […] или просто скучный». Джеффри Ганц из The Boston Phoenix дал альбому три из четырёх звёзд, заметив, что сильные треки — песни U2, а остальной саундтрек предполагает создать «атмосферу Лос-Анджелеса […] но не сильно способствует этому сам по себе».

## Список композиций
| №                   | Название                                | Автор(ы)                                                                          | Исполнитель(-и)                                                | Длительность |
| ------------------- | --------------------------------------- | --------------------------------------------------------------------------------- | -------------------------------------------------------------- | ------------ |
| 1.                  | «The Ground Beneath Her Feet»           | музыка: U2; слова: Салман Рушди                                                   | U2 with guest Даниэль Лануа on pedal steel                     | 3:45         |
| 2.                  | «Never Let Me Go»                       | музыка: Джон Хасселл, Даниэль Лануа, Боно, Брайан Ино; слова: Боно, Николас Клейн | Bono and the MDH Band                                          | 5:36         |
| 3.                  | «Stateless»                             | музыка: U2; слова: Боно                                                           | U2                                                             | 4:06         |
| 4.                  | «Satellite of Love»                     | Лу Рид                                                                            | Милла Йовович with the MDH Band                                | 4:13         |
| 5.                  | «Falling at Your Feet»                  | Боно и Даниэль Лануа                                                              | Bono and Daniel Lanois                                         | 4:55         |
| 6.                  | «Tom Tom's Dream»                       | Джон Хасселл                                                                      | The MDH Band                                                   | 1:52         |
| 7.                  | «The First Time»                        | музыка: U2; слова: Боно                                                           | U2                                                             | 3:43         |
| 8.                  | «Bathtub»                               | Брайан Ино, Билл Фризелл, Джон Хасселл                                            | The MDH Band                                                   | 1:06         |
| 9.                  | «The First Time» (Reprise)              | U2                                                                                | Даниэль Лануа and the MDH Band                                 | 2:05         |
| 10.                 | «Tom Tom's Room»                        | Брэд Мелдау, Даниэль Лануа, Билл Фризелл                                          | Brad Mehldau with Bill Frisell                                 | 2:25         |
| 11.                 | «Funny Face»                            | Билл Фризелл, Грег Коэн, Брайан Ино, Адам Дорн, Брайан Блейд                      | The MDH Band                                                   | 0:34         |
| 12.                 | «Dancin' Shoes»                         | музыка: Даниэль Лануа и Боно; слова: Боно и Николас Клейн                         | Bono and the MDH Band                                          | 2:06         |
| 13.                 | «Amsterdam Blue (Cortège)»              | Джон Хасселл                                                                      | Jon Hassell, Gregg Arreguin, Jamie Muhoberac, Peter Freeman    | 9:19         |
| 14.                 | «Satellite of Love» (Reprise)           | Лу Рид                                                                            | The MDH Band featuring Daniel Lanois, Bill Frisell, Greg Cohen | 1:07         |
| 15.                 | «Satellite of Love» (Danny Saber Remix) | Лу Рид                                                                            | Milla Jovovich with Jon Hassel and Danny Saber                 | 5:14         |
| 16.                 | «Anarchy in the USA»                    | Стив Джонс, Джонни Роттен, Пол Томас Кук, Глен Мэтлок                             | Tito Larriva and the MDH Band                                  | 3:37         |
| Общая длительность: | Общая длительность:                     | Общая длительность:                                                               | Общая длительность:                                            | 55:43        |

## Над альбомом работали
The Million Dollar Hotel Band:
- Боно — вокал, гитара, фортепиано
- Даниэль Лануа — гитары, вокал, педал-стил
- Джон Хасселл — труба
- Брайан Ино — синтезаторы
- Грег Коэн — бас-гитара
- Брайан Блейд — барабаны
- Адам Дорн — ритм/синтезатор/программирование
- Билл Фризелл — гитара

Другие музыканты:
- Брэд Мелдау — фортепиано
- Крис Спеддинг — гитары